# 울산시민연대
울산시민연대(蔚山市民連帶)는 [[사회불평등 해소와 참여민주주의 실현을 기치로 하고 있는 울산의 대표적인 시민 단체이다. 2007년 4월 5일 울산경실련과 울산참여연대가 통합하여 출범하였다.